# IC 4077
IC 4077 ist eine kompakte Galaxie im Sternbild Jagdhunde am Nordsternhimmel. Sie ist rund 310 Millionen Lichtjahre von der Milchstraße entfernt und hat einen Durchmesser von etwa 25.000 Lichtjahren. 

Im selben Himmelsareal befinden sich u. a. die Galaxien NGC 4914, IC 4043, IC 4082, IC 4115.
Das Objekt wurde am 21. März 1903 von Max Wolf entdeckt.